# Linderbeek (Den Ham)
De Linderbeek ligt in de provincie Overijssel. De beek begint bij Vroomshoop en mondt uit in de Regge westelijk van Den Ham. 
De huidige Linderbeek stroomt ten noorden van het Overijssels Kanaal naar het westen. In de eerste helft van de twintigste eeuw is de sterke meanderende Linderbeek gekanaliseerd. Daarbij heeft de beek de loop van een afwateringskanaal van de Dalvoorder brug tot de Zomerweg in Linde overgenomen. 
Oorspronkelijk verzorgde de Linderbeek, ook wel als Hammerbeek, aangeduid, de afwatering van het veengebied dat ten oosten van Den Ham en te noorden van Vriezenveen lag. Door de aanleg van de Overijsselse Kanalen in het midden van de negentiende eeuw en het ontginnen van de venen ten oosten van het Kanaal Almelo-De Haandrik is de Linderbeek de ten oosten hiervan gelegen beekloop verloren.